# Dienstwoning Pompstation Den Blieklaan
De dienstwoning van Pompstation Den Blieklaan is een gemeentelijk monument aan de Den Blieklaan 3 in Soest in de provincie Utrecht. 
De woning werd in 1930 gebouwd naast het Pompstation Den Blieklaan. Het huis heeft een rechthoekige plattegrond en staat evenwijdig aan de weg. De eerste verdieping bestaat uit een tentdak met vier dakkapellen. Net als bij het pompstation loopt onder de dakgoot een bepleisterde rand.